# البحر الشرقي

البحار القمرية على سطح القمر.

البحر الشرقي وهو أحد أكبر البحار القمرية الصدمية كبراً ويقع في أقصى الحافة الغربية من الجانب القريب من القمر ولا يمكن رصده من الأرض بشكل دائم.
لم يتم الحصول على عينات من تربة هذه القمر لذلك فإن فترة نشوءه غير معروفة. لكن يعتقد أنه أحدث حوض صدمي على سطح القمر ويعتقد أنه أحدث من بحر الأمطار الذي تشكل من 3.85 مليار سنة. يبلغ مقطع هذا البحر 900 كم .